# Otokar Chlup
Otokar Chlup (ur. 30 sierpnia 1875 w Boskovicach, zm. 14 maja 1965 w Pradze) – czeski pedagog, profesor Uniwersytetu Masaryka w Brnie.

## Życiorys
W latach 1895–1900 studiował na Uniwersytecie Karola w Pradze. Od 1899 do 1908 był nauczycielem szkolnym, następnie studiował w Wiedniu, Lipsku, Paryżu i na Uniwersytecie w Würzburgu. Od 1921 roku był członkiem Komunistycznej Partii Czechosłowacji. W 1923 roku został profesorem na Uniwersytecie Masaryka w Brnie. Po II wojnie światowej został pierwszym dziekanem Wydziału Pedagogicznego Uniwersytecie Karola w Pradze. Od 1952 był członkiem Czechosłowackiej Akademii Nauk, a w 1954 roku założył Centrum Nauk Pedagogicznych przy Czechosłowackiej Akademii Nauk.

## Dorobek naukowy
W okresie międzywojennym wydawał czasopismo Nove Školy, w którym krytykował ówczesny system szkolnictwa. Pracował także nad teoretycznymi problemami trwałego rozwoju systemu kształcenia nauczycieli. Jego prace, a w szczególności Pedagogika oraz Středoškolská didaktika przyczyniły się do poprawy nauczania nauczycieli szkół średnich. W pracach tych w strukturalny sposób przedstawiał podstawowe pojęcia edukacyjne, nauki pomocnicze, układ pedagogiki oraz elementy rozwoju, które stanowią treść kształcenia ogólnego. Jednocześnie dążył również do poprawy jakości kształcenia zawodowego nauczycieli szkół powszechnych. Był jednym z trzech redaktorów 3-tomowego dzieła: Pedagogická encyklopedie (1938–1940). Po II wojnie światowej położył teoretyczne podwaliny pod system szkół publicznych i wyższego wykształcenia pedagogicznego. Był autorem książek:
- O etice a pedagogice – 1905
- O mravní výchově a morálním vyučování – 1907
- Pamět – 1918
- Rukověť přirozené mravouky ve škole – 1922
- Vývoj pedagogických idejí v novém věku – 1925
- O školu měšťanskou – 1931
- Pedagogika – 1933
- Středoškolská didaktika – 1935
- Vysokoškolské vzdělání učitelstva – 1937
- Pedagogická encyklopedie – t.1–3: 1938–1940 (współautor)
- Pedagogicke stati – 1955
- K základnim otázkám pedagogiky – 1957
- Několik statí k základnímu učivu – 1958
- Cesta k socialistické škole – 1965